# Stazione Termini (film)
Stazione Termini è un film del 1953 diretto da Vittorio De Sica, frutto di una coproduzione italo-statunitense. Nella versione inglese il film è conosciuto con il titolo Indiscretion on an American Wife. Presentato, senza grande successo, al Festival di Cannes, fu scarsamente apprezzato dalla critica e non ottenne neanche un buon risultato commerciale.

## Trama
Mary Forbes, una statunitense di Filadelfia in visita presso la sorella che vive a Roma, decide improvvisamente di tornare a casa per troncare la travolgente relazione che ha avviato con Giovanni Doria, un giovane insegnante italiano, ma statunitense per parte di madre, che ha conosciuto casualmente in Piazza di Spagna. Mary vuole tornare dal marito e dalla sua bambina, Katy, guarita da poco da una malattia. Ma Giovanni, informato del suo proposito, si precipita alla Stazione Termini per tentare di farle cambiare idea. Di fronte alla passione con cui Giovanni le chiede di fermarsi in Italia per vivere con lui, la volontà di Mary vacilla e lascia che il treno che voleva prendere parta senza di lei.
Attorniati dalle vicende, ora drammatiche, ora curiose, delle tante persone che si muovono nella Stazione, Mary e Giovanni discutono del loro destino vagando tra i binari e i marciapiedi, sino a quando lui, irritato per l'indecisione di Mary, la schiaffeggia davanti a tutti e se ne va. Lei decide di prendere il treno successivo. Ma la loro separazione è brevissima: lui, pentito, torna e la ritrova; lei lo perdona e, alla ricerca di un po' d'intimità, i due si appartano in un vagone fermo sui binari. La loro presenza viene però segnalata da un ferroviere e, sorpresi in atteggiamento “equivoco” da una pattuglia di agenti, i due amanti vengono fermati e portati al Posto di polizia della stazione.
Qui Mary confessa a Giovanni la sua decisione di restare con lui in Italia, pur consapevole del dolore che questa scelta provocherà. Ma, quando arriva il commissario, essi apprendono che il loro comportamento può essere causa di un processo, con conseguente scandalo. Di fronte allo smarrimento dei due, il commissario decide di non dar corso alla denuncia, ma a condizione che Mary riparta per gli Stati Uniti. Mentre Mary Forbes parte con un treno per Parigi, Giovanni, che ormai non può fare più nulla per trattenerla, si allontana sconvolto dalla Stazione.

## Realizzazione del film

### Genesi
Secondo Franco Pecori, «la delusione per l'accoglienza di Umberto D. ed anche il suo insuccesso finanziario portano, su consiglio di Marcello Girosi che poi sarà anche co-produttore del film, De Sica in America». De Sica si recò prima a New York (dove ricevette per Miracolo a Milano il premio assegnato dai critici cinematografici USA per il miglior film straniero proiettato negli Stati Uniti in quell'anno), poi andò a Hollywood, dove Umberto D fu proiettato in una casa, alla presenza, tra gli altri, di Charlie Chaplin, che ne fu «profondamente commosso». Con l'occasione, Chaplin fece visionare in anteprima il suo ultimo film Luci della ribalta a De Sica, che ne fu colpito a tal punto da dichiarare: «Mi sembra il massimo di ciò che si possa fare con il cinema».
Durante il soggiorno negli USA, De Sica ricevette diverse proposte di lavoro, tra cui quella di Howard Hughes di dirigere un film ambientato a Chicago, dal titolo provvisorio Miracolo a Chicago o Miracle in the rain, con interpreti non professionisti tranne un'attrice, per la quale erano previste Shelley Winters o Linda Darnell). Ma non si trovò l'accordo, perché Hughes pensava a scene riprese negli "studios" di Hollywood, mentre De Sica voleva girarle per la strada.; la produzione fu quindi rinviata, ufficialmente per motivi climatici, ma poi non se ne fece più niente.

### Soggetto e sceneggiatura
Nel frattempo, il produttore statunitense David O. Selznick (quello di Via col vento), molto interessato al cinema neorealista italiano, aveva acquistato un soggetto di Zavattini, inizialmente destinato a essere diretto dal regista francese Claude Autant-Lara e ad avere come interpreti Ingrid Bergman e Gérard Philipe. Ma, quando il regista francese visitò la Stazione Termini, ritenne che non fosse possibile utilizzarla come set e chiese che ne fosse costruita una copia. «Sarebbe costato un miliardo» raccontò De Sica. Allora il produttore si rivolse a De Sica, che «accettò la proposta di Selznick quasi per scommessa; riteneva il soggetto di Stazione Termini molto bello, ma difficile da realizzare, in quanto comportava «un tremendo lavoro di ricostruzione». «De Sica desiderava da tempo – scrive De Santi - fare un film con un budget ed un cast internazionali, senza la solita penuria di mezzi».

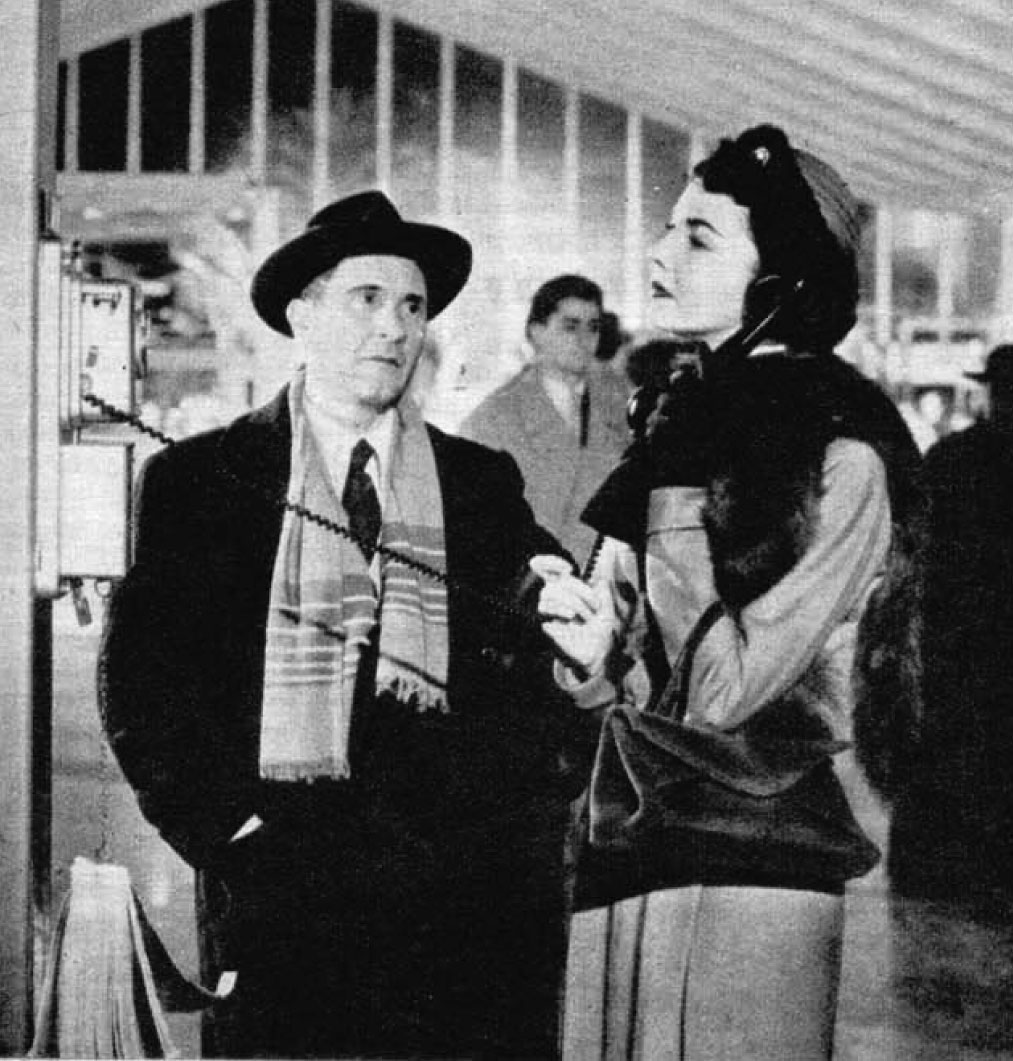
Jennifer Jones alle prese con Paolo Stoppa nel ruolo di importuno in una scena iniziale del film che si svolge nell'atrio della Stazione

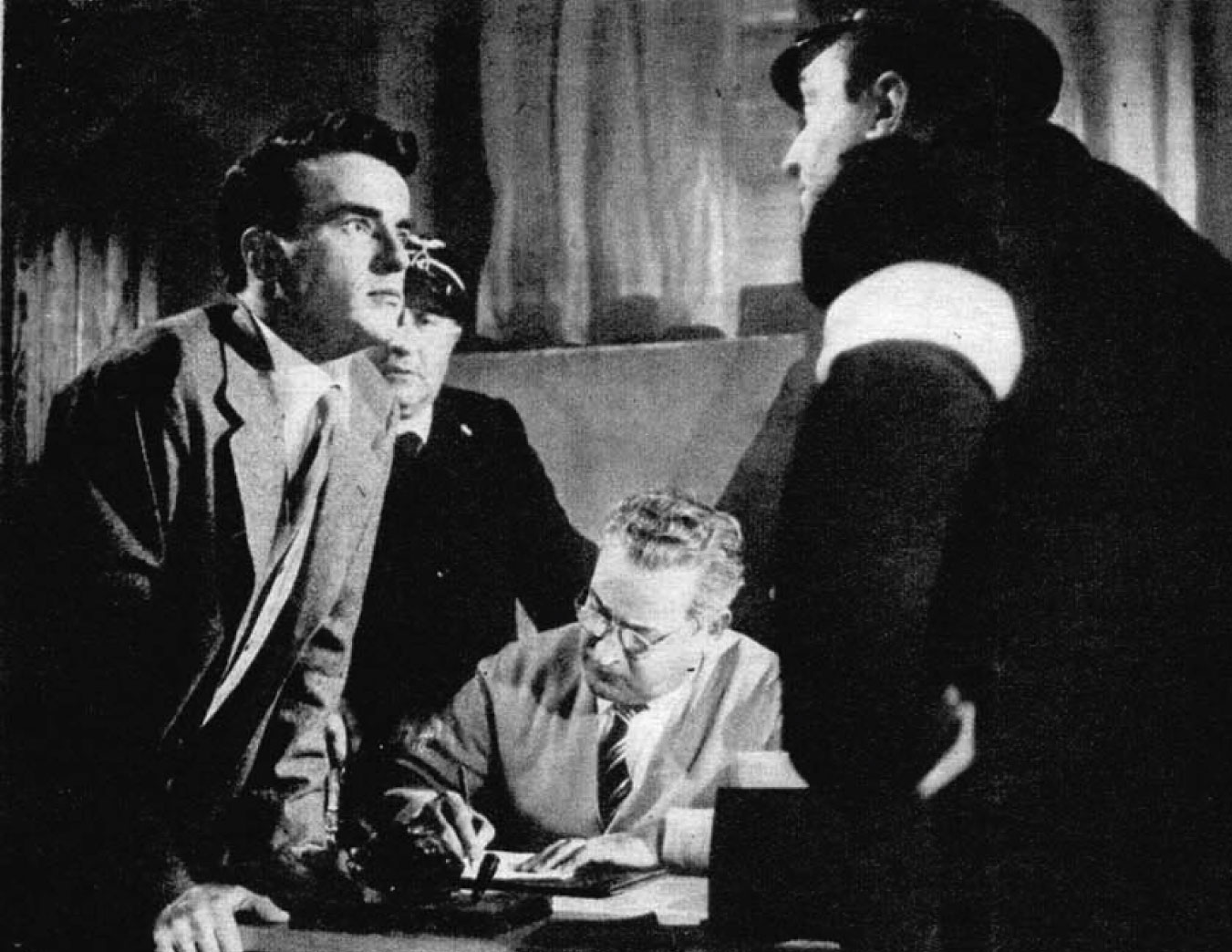
Montgomery Clift con Enrico Glori e Nando Bruno nella scena ambientata nel commissariato della Stazione Termini.

La sceneggiatura non fu senza difficoltà, «passata per diverse mani: Zavattini, Alberto Moravia, Carson Mc Callers e Paul Gallico». Un ruolo lo ebbe anche Truman Capote, anche se inferiore al previsto: scrisse soltanto i dialoghi di due scene della versione inglese». Secondo molti commentatori, il soggetto di Stazione Termini si ispira, o è analogo in più punti, al film Breve incontro del regista inglese David Lean.

### Produzione
Lo sforzo produttivo di Stazione Termini fu rilevante. Il film fu girato quasi interamente di notte, quando la stazione chiudeva, ma anche così non fu facile conciliare le esigenze ferroviarie con quelle cinematografiche. «Litigavo – ha dichiarato De Sica - ogni sera con il capostazione». Clift, in una lettera al fratello, così descrisse le fatiche della lavorazione: «Qui è un inferno: chiudiamo le porte della stazione dalle 22,30 alle 7; all'una siamo già tutti assiderati».
Ma i problemi non vennero soltanto dalle difficoltà logistiche: si dovette anche far fronte alle continue intromissioni di Selznick che, per valorizzare il ruolo della Jones, sua moglie, aveva imposto tra l'altro che i primi piani dell'attrice fossero girati da un secondo operatore alla macchina proveniente dagli USA, Oswald Morris, che doveva sostituire quello designato, G.R. Aldo. Inoltre occorreva tenere conto delle due diverse censure, che non sempre coincidevano e per le quali era stata istituita una commissione mista.
Vi erano inoltre difficoltà con la lingua: De Sica parlava francese, Clift inglese e francese (che aveva studiato da ragazzo viaggiando a lungo in Europa con la madre alla fine degli anni ‘20), la Jones solo inglese. De Sica ricorda che «l'unica difficoltà – ed insieme forse la più importante esperienza – è stata quella di far recitare gli attori in una lingua che non era la mia, ma l'ho superata più facilmente di quanto credessi».
Stazione Termini fu interpretato da molti come un episodio che metteva in crisi quella collaborazione tra De Sica e Zavattini che, iniziata nel 1935, aveva dato il primo frutto nel 1941 con Teresa Venerdì (alla cui sceneggiatura Zavattini collaborò, ma senza essere accreditato), per poi produrre nel dopoguerra alcuni tra i più importanti capolavori del cinema italiano, sino allo stabilirsi di un'assidua frequentazione, anche personale, tra i due cineasti. Secondo Cinema «l’errore – base non è avvenuto in sede di ripresa, ma di sceneggiatura», anche a causa dei compromessi commerciali che il film comportava. 
Ma i due artisti rifiutarono queste critiche. Zavattini a tale proposito riportava una lettera scrittagli da De Sica, nella quale il regista così si esprimeva: «Notavo che una parte, per fortuna non grandissima, di queste critiche ha fatto di Stazione Termini un nuovo pretesto per affermare che noi due dobbiamo separarci e troncare assolutamente la nostra più che decennale collaborazione. Ho trovato del livore addirittura, in questa insistenza, della cattiveria, perché ci è cercato di metterci l’uno contro l’altro e quasi ci riuscivano. Le critiche cominciarono con Miracolo a Milano ed hanno raggiunto il diapason con Stazione Termini». Proseguendo, De Sica scriveva di una «grave ingiustizia che è stata fatta a te, e quindi anche a me, in questi anni presentando i tuoi testi in contrasto con la mia opera».

### Interpreti
La scelta di Montgomery Clift non fu immediata: De Sica lo aveva coinvolto dopo averlo incontrato nel Québec dove l'attore stava girando Io confesso di Hitchcock, ma all'inizio egli si era mostrato restio ad interpretare il film., e la sua presenza restò in forse sino all'ultimo. 
Tuttavia, ciò che più rischiò di compromettere la lavorazione fu la crescente attrazione provata dalla Jones nei confronti del suo partner. Secondo Capua «l'attrice finì per innamorarsene; la complicità sul "set" tra Montgomery Clift e Jennifer Jones era evidente e lei restò esterrefatta quando comprese che il suo partner era omosessuale». Vi erano litigi continui tra la Jones e suo marito Selznick e una notte l'attrice addirittura non si presentò sul "set", causando in tal modo la perdita dei 4 milioni di lire che venivano pagati quotidianamente per l'affitto della Stazione. L'abito utilizzato dalla Jones viene accreditato a Christian Dior, era invece un tailleur realizzato dallo stilista Vincenzo Ferdinandi, scelto dall'attrice poco prima delle riprese del film e da cui non volle separarsi.
Tutto il restante cast artistico, anche se con funzioni di contorno, fu composto con attori italiani. Il solo altro ruolo affidato ad un attore statunitense fu quello del nipote adolescente di Mary Forbes, interpretato dal giovane Richard Beymer che poi diventò famoso per la sua interpretazione in West Side Story.

### Copie del film
La copia originale del film è quella che fu proiettata alla prima di Milano e che poi De Sica inviò a Cannes. Ma il produttore Selzinck «ossessionato da un complotto tra De Sica e Clift contro la Jones, fece montare negli Stati Uniti una copia che durava 13 minuti di meno, con il titolo inglese Indiscretion on an American Wife» nella quale venivano molto enfatizzati i primi piani dell'attrice. Esiste inoltre, secondo De Santi, un'ulteriore versione, anch'essa in inglese, ma che dura 17 minuti in più di Indiscretion con il titolo Terminal Station e nella quale vi sono sostanziali differenze, come un doppiaggio diverso, una storia in parte cambiata e personaggi del tutto nuovi. Alla fine degli anni '90, infine, uscì un DVD con una versione ancora diversa, con immagini non presenti nel film e con due canzoni, cantate da Patti Page, mai scritte dall'autore della colonna sonora, Cicognini.

## Accoglienza
La lavorazione del film, che era iniziata nella prima metà di ottobre, terminò a dicembre 1952. Dopo un lungo periodo di montaggio e doppiaggio, fu presentato in prima mondiale al cinema “Mignon” di Milano la sera del 2 aprile 1953, alla presenza del regista e di diversi personaggi dello spettacolo. Non c'erano però né il produttore Selznick, né i due attori protagonisti, Clift (in quel periodo alle Hawaii per gli esterni di Da qui all'eternità) e la Jones.

### Presentazione a Cannes
Dopo questo esordio, la pellicola fu inviata a Cannes dove, nonostante il favore delle attese, fu una delusione: scrisse infatti Mario Gromo che al termine della proiezione «da un pubblico così indulgente è partito un breve applauso poco più che di stima [in quanto] pur con parecchia bravura De Sica stranamente aveva rinunciato ad essere De Sica». Anche Lanocita, che pure aveva lodato il film in occasione della “prima” milanese, dovette riconoscere che «il pubblico s'aspettava da De Sica un'opera somigliante alle sue precedenti di crudezza e poesia, ed invece s'è trovato al cospetto di un accorato romanzo d'amore. Stazione termini è un De Sica eccellente, ma sempre un De Sica minore».

### Risultato commerciale
Stazione Termini ha incassato 343 milioni di lire dell'epoca. Dal punto di vista commerciale, quindi, la pellicola, almeno in Italia, non fu un grande successo. I dati di introito, infatti, situano la pellicola in una posizione intermedia quanto ad incasso rispetto alle principali opere cinematografiche realizzate in Italia nel 1953: 29ª in classifica, in un contesto di 161 film girati nell'anno, molti dei quali, però, per mezzi produttivi e per fama degli interpreti non aspiravano a grandi performance. Il successo commerciale che De Sica non ebbe come regista di Stazione Termini, lo colse nello stesso anno come attore di Pane, amore e fantasia da lui interpretato con la Lollobrigida, che incassò circa 1 miliardo e mezzo di lire, risultando il maggior introito dell'annata.

### Critica
Di tutti coloro che hanno scritto su Stazione Termini, nessuno si è sottratto ad un confronto con le opere precedenti di De Sica (e Zavattini) e in generale, a parte rare eccezioni, prevale un senso più o meno marcato di delusione per quella che venne visto come un «tradimento del neorealismo».

#### Giudizi contemporanei
Secondo Mario Gromo «De Sica si è concesso un altro intermezzo dopo non brevi soggiorni a Hollywood e dintorni (...) L'artista si è come imborghesito, è fiducioso nella sua bravura, qua e là se ne compiace. Si tolga la sua firma a Stazione Termini e nessuno vi riconoscerà un film di De Sica, meno che mai di Zavattini. Il celebre binomio si è evidentemente concessa una vacanza. (…) De Sica si è posto al servizio di un modesto copione para-teatrale del quale erano da bocciare anche i dialoghi di Truman Capote. Il motivo di questa trasformazione viene individuata da Cinema come il «frutto di un insanabile contrasto di mentalità e di metodi che De Sica si è soltanto illuso di aver sanato. (…) Contrariamente a quello che ha creduto, De Sica, per la prima volta alle prese con attori di peso – per di più con lingua, mentalità ed abitudini diverse dalle sue – si è trovato disorientato. Per questo regista che amiamo Stazione Termini rimarrà – è da sperare – una isolata parentesi, ma una parentesi pesantemente negativa, nella quale di italiano è dato di ritrovare solamente qualche nome e le apparenze esteriori della Stazione».
Analogo il commento di Guido Aristarco, secondo cui «coscientemente De Sica si autolimita, quando dichiara di essersi fermato. Una sosta che vuole essere, almeno nelle intenzioni, soltanto una parentesi (…) Certo, l'Italia che appare in Stazione Termini non è esattamente quella che vorrebbe l'Italia ufficiale; comunque non ci sono panni sporchi ed il pericolo di essere disonorati all'estero è evitato (...) I contributi realistici sono spesso semplici bozzetti [per cui] il film è la conseguenza diretta del compromesso, di due diverse mentalità e maniere di concepire il cinema, quello del realismo italiano e quello di evasione hollywoodiano».
Tra coloro che invece apprezzarono il film di De Sica vi furono Fernaldo di Giammatteo: «Film commerciale? No, non direi che De Sica sia sceso tanto in basso; al contrario qui c'è lo sforzo di conservare ad ogni costo la propria dignità (…) Non è il caso di essere spietati con questo film, perché si commetterebbe un grossolano errore» e, soprattutto il Corriere della Sera, secondo cui «De Sica e Zavattini hanno narrato in Stazione Termini una storia poetica (…) il realismo, di cui il regista ha accettato leggi e caratteri, si inserisce qui nelle pieghe di una indagine intimista. Le notazioni marginali relative alla pittoresca baraonda delle grandi stazioni hanno gusto e sapore, sembra a tratti soverchino, in una smoderatezza rumorosa e turbolenta».
Anche De Sica riconobbe la diversità del film rispetto ai suoi precedenti: «dopo l'esperimento estremistico di Umberto D - ha affermato - Stazione Termini segnava una battuta d'arresto, in quanto vuol essere un film d'arte realizzato con intenti commerciali»: egli tuttavia rifiutò l'accusa di "leso neorealismo": «Accettando di girare Stazione Termini, non ho abdicato alle mie convinzioni, né ho rinunciato a valermi delle esperienze della scuola realista: il fatto che il soggetto sia di Zavattini e che la storia sia ambientata nella principale stazione di Roma, dove passano e sostano ogni giorno migliaia di tipi umani, assicurano in partenza a questo film un'impronta realista.».

#### Commenti successivi
Stazione Termini - ha scritto Tomasi - «riporta De Sica agli esordi della sua carriera. C'è il chiaro sforzo di evidenziare il ruolo dell'ambiente attraverso il gran numero di personaggi di contorno che vanno e vengono senza però lasciare alcun senso di autenticità, scivolando spesso nel bozzetto o nel pittoresco», mentre secondo Rondolino «De Sica e Zavattini non riescono a sviluppare ulteriormente quell'indagine acuta della realtà contemporanea che era presente nei loro film precedenti. Stazione Termini non esce dai confini del buon prodotto di consumo».
Inquadrando la questione sul piano economico, Brunetta ricorda i condizionamenti che originarono il film: «dopo gli accordi tra ANICA e MPAA, i capitali statunitensi entrano in maniera più massiccia nella produzione, si nota una modifica complessiva nello stile dei registi; ne risentono anche gli autori di punta del neorealismo». Più recentemente, il Mereghetti sostiene che «il film non è poi quel bidone che si disse, anche se le macchiette di contorno che vorrebbero fare colore sono importune e la storia è assai convenzionale».